# Monte Parker
Monte Parker conocido localmente como Melibengoy, es un estrato volcán en la isla de Mindanao en las Filipinas (6 ° 06,8 'N, 124 º 53,5' E). Se encuentra ubicado en la provincia de Cotabato del Sur, a 30 kilómetros al oeste de la ciudad General Santos, y 44 kilómetros al sur de la ciudad de Koronadal.
El nombre del volcán viene de un militar estadounidense, el general Frank Parker, que vio la montaña y dijo haberla "descubierto" durante un vuelo en 1934.